# غايزنفلد
غايزنفلد (بالألمانية: Geisenfeld) هي بلدة ألمانية تقع في ألمانيا في Pfaffenhofen. يقدر عدد سكانها بـ 9,748 نسمة .

## أعلام
- جريجور ستراسر